# روسلان زوبکوف
روسلان زوبکوف (اوکراینی: Руслан Владиславович Зубков؛ زادهٔ ۲۴ نوامبر ۱۹۹۱) بازیکن فوتبال اهل اوکراین است.
از باشگاه‌هایی که در آن بازی کرده‌است می‌توان به باشگاه فوتبال ماریوپول، باشگاه فوتبال توران توووز، باشگاه فوتبال شوالان، باشگاه فوتبال ارس-نخجوان، باشگاه فوتبال روخ خوژوف، و باشگاه فوتبال نمان گرودنو اشاره کرد.